# 恩氏茀蕨
恩氏茀蕨（学名：Phymatopteris engleri）为水龍骨科茀蕨屬下的一个种。

## 扩展阅读
- 維基物種上的相關：恩氏茀蕨